# HD 18345
HD 18345，又名BD+03 410，SAO 110865、HR 877，是一颗恒星，视星等为6.11，位于銀經171.55，銀緯-46.17，其B1900.0坐标为赤經2h 51m 50.2s，赤緯+4° -46.17′ 50″。